# Fußball-Weltmeisterschaft 1998/Chile
Dieser Artikel behandelt die chilenische Fußballnationalmannschaft bei der Fußball-Weltmeisterschaft 1998.

## Qualifikation
| Venezuela   | - | Chile       | 1:1 |
| Chile       | - | Ecuador     | 4:1 |
| Kolumbien   | - | Chile       | 4:1 |
| Paraguay    | - | Chile       | 2:1 |
| Chile       | - | Uruguay     | 1:0 |
| Argentinien | - | Chile       | 1:1 |
| Peru        | - | Chile       | 2:1 |
| Bolivien    | - | Chile       | 1:1 |
| Chile       | - | Venezuela   | 6:0 |
| Ecuador     | - | Chile       | 1:1 |
| Chile       | - | Kolumbien   | 4:1 |
| Chile       | - | Paraguay    | 2:1 |
| Uruguay     | - | Chile       | 1:0 |
| Chile       | - | Argentinien | 1:2 |
| Chile       | - | Peru        | 4:0 |
| Chile       | - | Bolivien    | 3:0 |

## Chilenisches Aufgebot
| Nr.               | Name               | Verein vor WM-Beginn    | Geburtstag | Spiele   | Tore     |          |          |
| Torhüter          | Torhüter           | Torhüter                | Torhüter   | Torhüter | Torhüter | Torhüter | Torhüter |
| ----------------- | ------------------ | ----------------------- | ---------- | -------- | -------- | -------- | -------- |
| 1                 | Nelson Tapia       | CD Universidad Católica | 22.09.1966 | 4        | 0        | 1        | 0        |
| 12                | Marcelo Ramírez    | CSD Colo-Colo           | 29.05.1965 | 0        | 0        | 0        | 0        |
| 22                | Carlos Tejas       | Coquimbo Unido          | 04.10.1971 | 0        | 0        | 0        | 0        |
| Abwehrspieler     |                    |                         |            |          |          |          |          |
| 2                 | Cristián Castañeda | CF Universidad de Chile | 18.09.1968 | 1        | 0        | 0        | 0        |
| 3                 | Ronald Fuentes     | CF Universidad de Chile | 22.06.1969 | 4        | 0        | 1        | 0        |
| 4                 | Francisco Rojas    | CSD Colo-Colo           | 22.07.1974 | 3        | 0        | 2        | 0        |
| 5                 | Javier Margas      | CD Universidad Católica | 05.10.1969 | 4        | 0        | 0        | 0        |
| 6                 | Pedro Reyes        | CSD Colo-Colo           | 13.11.1972 | 4        | 0        | 0        | 0        |
| 14                | Miguel Ramírez     | CD Universidad Católica | 11.06.1970 | 3        | 0        | 1        | 0        |
| 15                | Moisés Villarroel  | CD Santiago Wanderers   | 12.02.1976 | 3        | 0        | 2        | 0        |
| Mittelfeldspieler |                    |                         |            |          |          |          |          |
| 7                 | Nelson Parraguez   | CD Universidad Católica | 05.04.1971 | 3        | 0        | 2        | 0        |
| 8                 | Clarence Acuña     | CF Universidad de Chile | 08.02.1975 | 4        | 0        | 1        | 0        |
| 10                | José Luis Sierra   | CSD Colo-Colo           | 05.12.1968 | 4        | 1        | 0        | 0        |
| 16                | Mauricio Aros      | CF Universidad de Chile | 09.03.1976 | 1        | 0        | 0        | 0        |
| 17                | Marcelo Vega       | NY/NJ Metro Stars       | 12.08.1971 | 1        | 0        | 0        | 0        |
| 18                | Luis Musrri        | CF Universidad de Chile | 24.12.1969 | 1        | 0        | 0        | 0        |
| 19                | Fernando Cornejo   | CD Cobreloa             | 28.01.1969 | 3        | 0        | 0        | 0        |
| 20                | Fabián Estay       | Deportivo Toluca        | 05.10.1968 | 4        | 0        | 1        | 0        |
| Stürmer           |                    |                         |            |          |          |          |          |
| 9                 | Iván Zamorano      | Inter Mailand           | 18.01.1967 | 4        | 0        | 1        | 0        |
| 11                | Marcelo Salas      | River Plate             | 24.12.1974 | 4        | 4        | 1        | 0        |
| 13                | Manuel Neira       | CSD Colo-Colo           | 12.10.1977 | 0        | 0        | 0        | 0        |
| 21                | Rodrigo Barrera    | CF Universidad de Chile | 30.10.1970 | 0        | 0        | 0        | 0        |
| Trainer           |                    |                         |            |          |          |          |          |
|                   | Nelson Acosta      |                         | 12.06.1944 |          |          |          |          |

## Spiele der chilenischen Mannschaft

### Vorrunde
- Italien –  Chile 2:2 (1:1)

Stadion: Parc Lescure (Bordeaux)
Zuschauer: 31.800
Schiedsrichter: Lucien Bouchardeau (Niger)
Tore: 1:0 Vieri (10.), 1:1 Salas (45.), 1:2 Salas (49.), 2:2 R. Baggio (85.) 11m
- Chile –  Österreich 1:1 (0:0)

Stadion: Stade Geoffroy-Guichard (Saint-Étienne)
Zuschauer: 30.600
Schiedsrichter: Gamal al-Ghandour (Ägypten)
Tore: 1:0 Salas (70.), 1:1 Vastić (90.)
- Chile –  Kamerun 1:1 (1:0)

Stadion: Stade de la Beaujoire (Nantes)
Zuschauer: 35.500
Schiedsrichter: László Vágner (Ungarn)
Tore: 1:0 Sierra (20.), 1:1 M’Boma (55.)

### Achtelfinale
| 45.500 | Parc des Princes (Paris) | Brasilien | Chile | Marc Batta (Frankreich) | 4:1 (3:0) | 1:0 César Sampaio (11.) 2:0 César Sampaio (27.) 3:0 Ronaldo (46.+') 11m 3:1 Salas (68.) 4:1 Ronaldo (70.) |

Die Brasilianer besiegten mühelos Chile.